# Thymus eremita
Thymus eremita — вид рослин родини глухокропивові (Lamiaceae), ендемік Казахстану.

## Опис
Рослина розміром 2–5 см. Листки коротко черешкові, довгасто-еліптичні, рідко війчасті у нижній третині, 3–11 мм. Суцвіття щільне, головчасте; чашечка вузько дзвінчата; квіти рожево-бузкові 6–7 мм завдовжки.

## Поширення
Ендемік Казахстану.